# Rutt Hinrikus
Rutt Hinrikus (bis 1971 Rutt Põld, * 7. Mai 1946 in Vigala; † 29. Oktober 2023) war eine estnische Literaturwissenschaftlerin und -kritikerin.

## Leben
Rutt Hinrikus machte 1964 in Kilingi-Nõmme Abitur und studierte von 1965 bis 1970 an der Universität Tartu Estnische Philologie und Finnougristik. Nach ihrem Abschluss war sie zwei Jahre Lehrerin in Alatskivi, seit 1972 arbeitete sie in verschiedenen Funktionen am Estnischen Literaturmuseum, von 1993 bis 1995 als stellvertretende Direktorin. Sie war ab 1980 korrespondierendes Mitglied der Finnischen Literaturgesellschaft.
Sie starb am 29. Oktober 2023 im Alter von 77 Jahren.

## Werk
Hinrikus veröffentlichte seit 1974 Artikel und Rezensionen. Sie wurde schnell zu einer Erforscherin der exilestnischen Literatur und behandelte u. a. Ain Kalmus, Reed Morn, Helga Nõu, Karl Ristikivi, Elin Toona und Asta Willmann. Gleichzeitig untersuchte sie auch die etwas ältere Literatur und verfasste Studien zu Karl August Hindrey, Friedebert Tuglas und Marie Under. Darüber hinaus war sie Herausgeberin des dreibändigen Werkes Lebensgeschichten des estnischen Volkes, in dem Hunderte von Biografien von Esten publiziert wurden und das als „monumentales Werk von bleibendem symbolischen Wert“ bezeichnet worden ist.
1966 nahm Hinrikus am Novellenwettbewerb der Zeitschrift Looming teil und erhielt einen Sonderpreis für ihre Novelle Die Inventur.

## Auszeichnungen
- 2000 Orden des weißen Sterns, III. Klasse
- 2018 Ehrenbürgerin von Tartu
- 2020 Lebenswerk-Preis der Republik Estland

## Bibliografie (Auswahl)

### Monografien
- Under ja Tuglas. Marie Underi ja Friedebert Tuglase kirjavahetus. Koostanud Rutt Hinrikus. s. l.: Tänapäev 2006. 208 S.
- Marie Underi päevikud 1922–1957. Koost. ja komm. Rutt Hinrikus. Tartu: Eesti Kirjandusmuuseumi Teaduskirjastus 2015. 138 S. (Litteraria 27)
- Kahe vahel. Artikleid kirjandusest ja elulugudest. Tartu: Eesti Kirjandusmuuseumi Teaduskirjastus. 350 S. (EKLA töid kirjandusest ja kultuuriloost 8)

### Aufsätze
- „Mina – kommunistlik noor“: poeemi genees, in: Keel ja Kirjandus 2/1982, S. 73–85
- Ühest unustatud luuletajast, in: Vikerkaar 7/1988, S. 27–34.
- Helga Nõu proosa, in: Keel ja Kirjandus 9/1994, S. 527–533.
- Reed Morni tee ja tõde, in: Keel ja Kirjandus 8/1998, S. 521–534; 9/1998, S. 622–634.
- Ain Kalmuse "Prohvet" ja inimese pärisosa, in: Looming 12/1998, S. 1878–1887.
- Otto Alexander Webermanni kirjad Karl Ristikivile, in: Tuna 4/2000, S. 117–129.
- Rooma päevik as a Synthesis of Karl Ristikivi's European Novels, in: interlitteraria 10, 2005, S. 314–324.
- Ja oli kunagi keegi. K.A. Hindrey kirjad Anton Jürgensteinile, in: Looming 8/2005, S. 1240–1257.
- Elin Toona loomingu autobiograafilisus, in: Adressaadi dünaamika ja kirjanduse pingeväljad. Tartu: Tartu Ülikooli kirjastus 2016, S. 190–201. (Studia litteraria Estonica 18)

## Sekundärliteratur
- Sirje Olesk: Eesti kirjanduspärandi Hea Hoidja. Rutt Hinrikus 50, in: Keel ja Kirjandus 5/1996, S. 349–350.
- Ruti raamat. Artikleid, lugusid ja mälestusi. Pühendusteos Rutt Hinrikusele 7.05.2006. Koostanud Sirje Olesk ja Janika Kronberg. Tartu: Eesti Kirjandusmuuseum 2006. 391 S.
- Tiina Kirss: Rutt Hinrikus 70, in: Keel ja Kirjandus 5/2016, S. 401–404.
- Eestu elulood kui Eesti suur lugu. Intervjuu Rutt Hinrikusega, in: Keel ja Kirjandus 5/2021, S. 438–443.
- Tiina Kirss: In memoriam Rutt Hinrikus (7.V 1946 – 29.X 2023), in: Keel ja Kirjandus 12/2023, S. 1225–1227.